# Болеслав (гмина, Олькушский повет)
Болеслав (пол. Bolesław) — сельская гмина (волость) в Польше, входит как административная единица в Олькушский повет, Малопольское воеводство. Население — 7842 человека (на 2004 год).

## Демография
| Перепись                       | Всего   | Всего | Женщины | Женщины | Мужчины | Мужчины |
| ------------------------------ | ------- | ----- | ------- | ------- | ------- | ------- |
| Единицы                        | человек | %     | человек | %       | человек | %       |
| Население                      | 7842    | 100   | 4052    | 51,7    | 3790    | 48,3    |
| Плотность населения (чел./км²) | 189,3   | 189,3 | 97,8    | 97,8    | 91,5    | 91,5    |

## Населённые пункты
Болеслав, Кронжек, Кше, Кшикава, Кшикавка, Ляски, Малобондз, Мендзыгуже, Новы-Уйкув, Новы-Уйкув-Колония, Подлипье, Хутки.

## Соседние гмины
1. Буковно
2. Домброва-Гурнича
3. Гмина Ключе
4. Гмина Олькуш
5. Славкув